# Andrzej Zygmunt
Andrzej Zygmunt (13. listopadu 1945, Chodaków - 4. dubna 2022) byl polský fotbalista, obránce. 

## Fotbalová kariéra
Začínal v týmu Bzura Chodaków.
V polské nejvyšší soutěži hrál za Legii Warszawa, se kterou získal dvakrát mistrovský titul a dvakrát polský fotbalový pohár. Nastoupil ve 174 ligových utkáních a dal 4 góly. V druhé lize hrál za tým Polonia Warszawa. Kariéru končil v USA v týmu AAC Eagles Chicago. V Poháru mistrů evropských zemí nastoupil ve 14 utkáních, v Poháru vítězů pohárů nastoupil v 8 utkáních, v Poháru UEFA nastoupil ve 4 utkáních a ve Veletržním poháru nastoupil v 6 utkáních. Za reprezentaci Polska nastoupil v roce 1971 v kvalifikační utkání mistrovství Evropy proti Turecku. 

## Ligová bilance
| Ročník                   | Zápasy | Góly | Klub             |
| ------------------------ | ------ | ---- | ---------------- |
| Ekstraklasa 1964/1965    | -      | -    | Legia Warszawa   |
| Ekstraklasa 1965/1966    | 1      | 0    | Legia Warszawa   |
| Ekstraklasa 1966/1967    | 11     | 0    | Legia Warszawa   |
| Ekstraklasa 1967/1968    | 22     | 0    | Legia Warszawa   |
| Ekstraklasa 1968/1969    | 24     | 2    | Legia Warszawa   |
| Ekstraklasa 1969/1970    | 26     | 0    | Legia Warszawa   |
| Ekstraklasa 1970/1971    | 19     | 0    | Legia Warszawa   |
| Ekstraklasa 1971/1972    | 24     | 1    | Legia Warszawa   |
| Ekstraklasa 1972/1973    | 23     | 1    | Legia Warszawa   |
| Ekstraklasa 1973/1974    | 21     | 0    | Legia Warszawa   |
| Ekstraklasa 1974/1975    | 3      | 0    | Legia Warszawa   |
| 2. polská liga 1974/1975 | 14     | 0    | Polonia Warszawa |
| 2. polská liga 1975/1976 | 11     | 0    | Polonia Warszawa |
| CELKEM 1. polská liga    | 174    | 4    |                  |